# Ljubow Alexejewna Ljadowa
Ljubow Alexejewna Ljadowa (russisch Любовь Алексеевна Лядова; * 17. November 1952 in Nolinsk, Oblast Kirow, Sowjetunion) ist eine ehemalige sowjetische Skilangläuferin.

## Werdegang
Ljadowa erreichte bei den Lahti Ski Games 1979 den sechsten Platz über 10 km und den zweiten Rang mit der Staffel. Zwei Jahre später wurde sie bei den Lahti Ski Games Siebte über 5 km. Bei den Nordischen Skiweltmeisterschaften 1982 in Oslo holte sie die Silbermedaille mit der Staffel. Zudem errang sie dort den 19. Platz über 5 km, den siebten Platz über 10 km und den vierten Platz über 20 km. In der Saison 1982/83 kam sie im Weltcup viermal unter den ersten Zehn und belegte damit den sechsten Platz im Gesamtweltcup. Beim Holmenkollen Skifestival 1983 gewann sie den 10-km-Lauf. In ihrer letzten aktiven Saison belegte sie bei den Olympischen Winterspielen 1984 in Sarajevo den 12. Platz über 10 km, den siebten Rang über 20 km und den vierten Platz mit der Staffel.
Ljadowa siegte bei sowjetischen Meisterschaften dreimal über 5 km (1978, 1981, 1983), einmal über 10 km (1981) und einmal mit der Staffel (1982).

## Weltcup-Gesamtplatzierungen
| Saison  | Platz | Punkte |
| ------- | ----- | ------ |
| 1981/82 | 17.   | 39     |
| 1982/83 | 6.    | 87     |
| 1983/84 | 22.   | 23     |